# HD 128582
HD 128582，又名CD-46 9469，SAO 225089、HR 5457，是一颗恒星，视星等为6.07，位于銀經321.52，銀緯12.36，其B1900.0坐标为赤經14h 32m 37.2s，赤緯-46° 12.36′ 44″。